# Neufahrner Mühlseen
Die Neufahrner Mühlseen sind mehrere künstliche Gewässer bei Neufahrn, Landkreis Freising, Oberbayern.
Sie befinden sich nördlich direkt bei der A92 bei Neufahrn.
Die Seen entstanden in den 1970er Jahren als Baggerseen, um den Kies für den Bau der Autobahn zur Verfügung zu stellen.
Ab 1983 begann der Ausbau als Erholungsgebiet, wobei der größte See als Sportsee ausgewiesen wurde.
Die kleineren Seen sind ein Badesee bzw. der Natur vorbehalten.